# Peludópolis
Peludópolis è un film d'animazione argentino del 1931. Il film è scritto e diretto da Quirino Cristiani mentre le musiche sono dello spagnolo José Vázquez Vigo. È considerato un film perduto.

## Trama
Il film, come altri di Quirino Cristiani, è una satira della situazione politica argentina. Vede il pirata El Peludo (il presidente Hipólito Yrigoyen) affrontare la nave dello Stato e sconfigge le forze di El Pelado (l'ex presidente Marcelo Torcuato de Alvear) giungendo nell'isola di Quesolandia finché non arriva il governo provvisorio (il dittatore José Félix Uriburu) su una barca di carta per prendere il potere.